# Naftali Bon
Naftali Bon (Kapsabet (Nandi County), 9 oktober 1945 – Kapsabet, 2 november 2018) was een Keniaanse atleet, die zich met name had toegelegd op de 400 m.

## Loopbaan
Bon vertegenwoordigde Kenia op de Olympische Spelen van 1968 in Mexico-Stad op de 4 x 400 m estafette. Hij won een zilveren medaille in 2.59,64 met zijn teamgenoten Daniel Rudisha, Hezahiah Nyamau en Charles Asati. Het goud werd veroverd door het Amerikaanse team in een wereldrecordtijd van 2.56,16, dat pas in 1992 werd verbroken.
Bon won goud op de 4 x 400 m estafette tijdens de Gemenebestspelen in 1970. In september 1970 liep hij een wereldrecord op de 4 x 880 yd als lid van het Keniaanse team, dat verder bestond uit Hezahiah Nyamau, Robert Ouko en Thomas Saisi, in 7.11,6.
Hij overleed in het Referral Hospital in zijn geboorteplaats.

## Titels
- Oost- en Centraal-Afrikaans kampioen 800 m - 1969, 1970
- Gemenebestkampioen 4 x 400 m - 1970

## Persoonlijk record
| Onderdeel | Prestatie | Jaar |
| --------- | --------- | ---- |
| 400 m     | 46,21 s   | 1968 |

## Palmares

### 4 x 400 m
- 1968:  OS - 2.59,64
- 1970:  Gemenebestspelen - 3.03,63